# Лесное (Минская область)
Лесное (бел. Лясно́е) — агрогородок в Копыльском районе Минской области Беларуси. В составе Бобовнянского сельсовета.

## География
Пролегает трасса Р-91.
Ближайшие населённые пункты Думичи, Летковщина, Старая Гута и др.

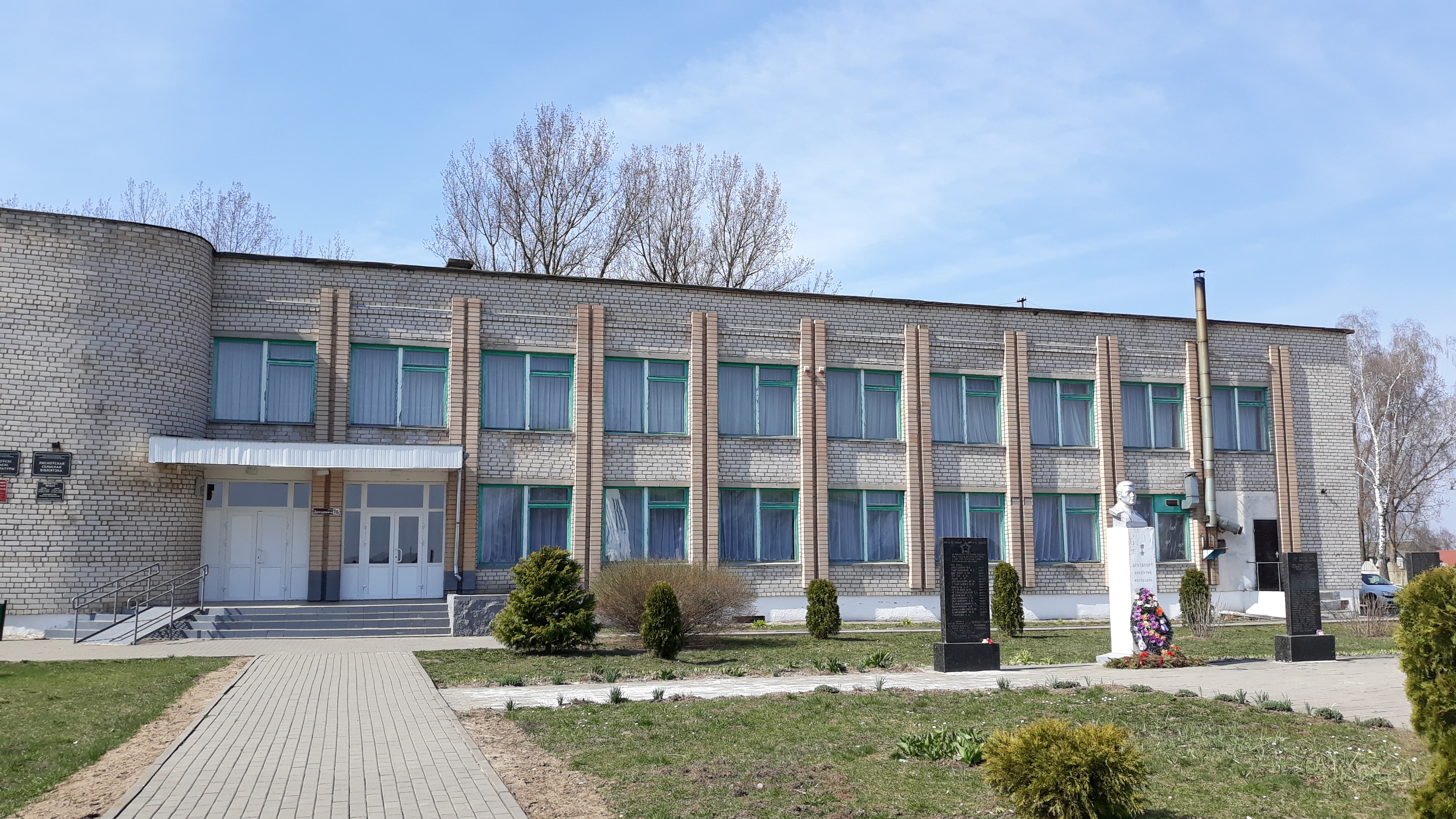
Дом культуры

## История
В 2010 году деревня Лесное преобразована в агрогородок.

## Население

### Численность
- 2019 год — 418 жителей

### Динамика
- 2009 год — 438 жителей (перепись населения)[2]
- 2019 год — 418 жителей (перепись населения)

## Экономика
- Унитарное предприятие «ПИК‑Лесное»

## Культура
- Дом культуры
- Библиотека
- Краеведческий музей «Спадчына» ГУО «Лесновская средняя школа»

## События и мероприятия
- 2022 год — районный фестиваль "Дожинки"
- 2023 год — мероприятия, посвящённые памяти героев Лавского боя

## Достопримечательность

### Памятник, скульптура
- Воинский мемориал
- Бюст В. И. Дроздовича[3]. Установлен около Дома культуры